# Snarky Puppy
Snarky Puppy — бруклінський «джем-бенд натхненний ф'южном», очолюваний бас-гітаристом, композитором та продюсером Майклом Лігом. Snarky Puppy — це сплав джазу, року та фанку, тричі відзначений Греммі. Попри те, що спочатку в гурті були вокалісти, сам Ліг схарактеризував Snarky Puppy, як «імпровізаційний поп-гурт без вокалу».

## Історія
Гурт заснований Майклом Лігом в Дентоні, штат Техас у 2004 році, і складався з «...широкого складу музикантів ласкаво названих "сімейкою"», із загалом 40 учасників, які грають на гітарах, клавішах, дерев'яних і мідних духових; смичкові секції, барабани та перкусії. Багато учасників бенду були студентами Університету Північного Техасу. Окремі з них на той момент уже виступали з такими зірками естради, як Еріка Баду, Маркус Міллер, Джастін Тімберлейк, Кірк Франклін, Арі Хеїнг, Рой Гарґров, Девід Кросбі, Снуп Догг і багатьма іншими. 
Snarky Puppy випустили свій дебютний альбом Live at Uncommon Ground у 2005 році. Він, як і чотири перші платівки, були випущені на незалежному лейблі. Згодом вони ліцензували альбоми: Tell Your Friends, groundUP, Family Dinner – Volume One і We Like It Here на Ropeadope Records.
Альбом We Like It Here записаний наживо в жовтні 2013 року у творчому об'єднанні Кітопія в Утрехті, Нідерланди. Він випущений у лютому 2014 року і дебютував на першому місці iTunes Jazz Charts.
26 січня того ж року Snarky Puppy, спільно з вокалісткою Лалою Гатавей, виграли Ґреммі в номінації «Кращий R&B виступ» з піснею Бренди Рассел "Something" з альбому Family Dinner — Volume 1.
Sylva (2015), колаборація з Dutch Metropole Orchestra видана на лейблі Impulse! Records, опинилася на перших місцях відразу в декількох Billboard чартах, зокрема: Heatseekers Chart, Top Current Jazz Album, а так само Contemporary Jazz Album. У 2016, альбом взяв Ґреммі за «Кращий сучасний інструментальний альбом».
Після другої статуетки, гурт підписав контракт із Universal Music Group's Universal Music Classics label. Другий реліз випущений на ньому, Culcha Vulcha, знову перемагає в номінації «Кращий сучасний інструментальний альбом» на церемонії 2017 року.
Учасники колективу мають свої сольні кар'єри й беруть участь в інших проєкт поза Snarky Puppy. Корі Генрі та Роберт "Sput" Сірайт, до всього, отримали нагороди Ґреммі окремо від основної групи. 
У 2016 році, Стентон і Леттірі з Snarky Puppy співпрацювали з індонезійською джазовою співачкою Евою Селіей на її дебютному альбомі And So It Begins.

## Нагороди
- 2017 — Culcha Vulcha, Греммі в номінації «Найкращий сучасний інструментальний альбом»
- 2017 — «Джазовий гурт року», вибір читачів Downbeat
- 2017 — «Найкращий сучасний гурт», вибір читачів Jazztimes
- 2016 — Sylva, Греммі в номінації «Найкращий сучасний інструментальний альбом»
- 2016 — «Найкращий сучасний гурт», вибір читачів Jazztimes
- 2015 — «Джазовий гурт року», вибір читачів Downbeat
- 2015 — «Найкращий сучасний гурт», за оцінкою критиків Jazztimes
- 2014 — "Something", "Греммі" в номінації «Кращий R&B виступ»
- 2014 — «Найкращий сучасний гурт», вибір читачів Jazztimes
- 2014 — «Кращий новий артист», вибір читачів Jazztimes

## Дискографія
- Live at Uncommon Ground (Sitmom, 2005)
- The Only Constant (Sitmom, 2006)
- The World Is Getting Smaller (Sitmom, 2007)
- Bring Us the Bright (Sitmom, 2008)
- Tell Your Friends (Ropeadope, 2010)
- groundUP (GroundUP/Ropeadope, 2012)
- Amkeni w/ Bukuru Celestin (Ropeadope,2013)
- Family Dinner – Volume 1 (GroundUP, Ropeadope, 2013)
- We Like It Here (Ropeadope, 2014)
- Sylva w/ Metropole Orkest (Impulse!, 2015)
- Family Dinner – Volume 2 (GroundUP, Universal Music Classics, 2016)
- Culcha Vulcha (GroundUP, Universal Music Classics, 2016)
- Immigrance (GroundUP, 2019)

## Учасники
- Майкл Ліг – бас
- Боб Ланцетті – гітара
- Кріс Макквін – гітара
- Марк Летт'єрі – гітара
- Білл Лоранс – клавішні
- Корі Генрі – клавішні
- Джастін Стентон – клавішні, труба
- Шон Мартін – клавішні
- Боббі Спаркс – клавішні
- Майк "Маз" Махер – труба
- Джей Дженнінгс – труба
- Кріс Баллок – саксофон
- Боб Рейнольдс – саксофон
- Нейт Верт – перкусія
- Марсело Волоскі – перкусія
- Кейта Огава [Джа] – перкусія
- Роберт "Спут" Сірайт – барабани
- Ларнелл Льюїс – барабани
- Джейсон "Джей Ті" Томас – барабани
- Джеймісон Росс – барабани
- Вон Генрі – клавішні
- Taron Locket – барабани